# Cabo Malabata
O Cabo Malabata (em castelhano: Punta Malabata) é um cabo situado 10 km a leste de Tânger, Marrocos perto do Estreito de Gibraltar. No cabo há um farol e um castelo construído no início do século XX a imitar o estilo castrejo medieval.
O Túnel de Gibraltar está previsto ligar a zona do Cabo Malabata a Punta Paloma, em Espanha.